# Глоуб
Глоуб (на английски: Globe) е град в окръг Хила, щата Аризона, САЩ. Глоуб е с население от 7093 жители (2007) и обща площ от 46,7 km². Намира се на 1070 m надморска височина. ЗИП кодът му е 85501-85502, а телефонният му код е 928.